# Humanity Hour I
Humanity Hour I е седемнадесетият студиен албум на германската рок група „Скорпиънс“, издаден през 2007 г. за Европа от „Сони Мюзик Ентъртейнмънт“ и от „Ню Доор Рекърдс“ за Съединените американски щати и отбелязва 35-ата годишнина от издаването на дебютния им албум Lonesome Crow (1972). Това е добре обмислен концептуален албум създаден по сюжета на Дезмънд Чайлд и Лиам Карл, който предсказва за свят, „разкъсан“ от граждански войни между хора и роботи и служи като предупредителен изстрел за цялото човечество, чиято единствена надежда за оцеляване е да си възвърне човечността.
Подготовката за записите започва през 2005 г. и преминава през няколко избора за продуценти, включително Рой Томас Бейкър и Дитер Диркс, с когото групата работи през най-успешния си търговски период от 1975 г. до 1989 г. Разногласия по договорите обаче и предложенията на някои от продуцентите, насочват „Скорпиънс“ към Дезмънд Чайлд и Джеймс Майкъл, които заедно с останалите членове на групата композират всички песни за продукцията, което налага и пренаписване на текстовете на част от песните за да отговарят на концепцията на албума. Смесването и обработката на всички песни се налага да бъде извършено от разстояние по интернет, защото групата започва световно турне два месеца преди датата на издаване.
Албумът получава много добри оценки, някои го определят като най-доброто издание на „Скорпиънс“ след Crazy World (1990), други подчертават гласа на Клаус Майне и наричат албума една от причините групата да бъде известна. Основната негативна критика е насочена към намесата на твърде много външни композитори и определени текстове на песните. Веднъж издаден, Humanity Hour I влиза в първите десет в Русия, Малта, Аржентина, Германия и в „Билборд“ „Топ Хардрок Албумс“, докато в Гърция достига до №1 и повтаря успеха на предишния албум на групата Unbreakable (2004) в тази страна. Продукцията бележи първото издание на „Скорпиънс“, което влиза в „Билборд 200“ в Съединените американски щати след Pure Instinct (1996) и е продаден в 10 500 бройки. През 2007 г. в Русия е издаден „платинен статус“ на албума за продадени 20 000 бройки; в световен мащаб продажбите се оценяват на 300 000 копия в годината на издаването му.
За популяризирането на Humanity Hour I са издадени синглите Humanity, Love Will Keep Us Alive, The Future Never Dies и The Game Of Life, но само първият от тях влиза в класация за сингли в Съединените американски щати. През март „Скорпиънс“ започват Humanity Tour, а това им позволява да свирят за първи път в Казахстан, Словакия, Тринидад и Тобаго и Фарьорските острови. България също е част от дестинациите, след като през лятото на 2009 г. групата изпълнява третия си концерт в страната. Сред открояващите се концерти са електроакустично шоу, проведено в Бразилия и Мексико през 2008 г., и постоянното участие на бившите китаристи на групата Улрих Джон Рот и Майкъл Шенкер на някои концерти в Обединеното кралство и Франция. С изяви на общо четири континента, турнето приключва в края на 2009 г. с над 160 концерта.

## Описание
След поредица от не толкова успешни студийни и записани на живо продукции в годините от 1995 г. до 2003 г., през 2004 г. „Скорпиънс“ издават Unbreakable, студиен албум с който групата възстановява класическия си стил след няколко продукции, които я отдалечават от класическия ѝ звук. Петнадесетият им студиен албум получава положителни отзиви от специализираната преса, като един от най-добре оценените аспекти е именно завръщането им към характерните за тях хардрок и хевиметъл. В търговски план Unbreakable постига средно внимание на основните пазари - главно европейски, но се откроява с първото си място в гръцката музикална класация, второ в Чехия и четвърто в Германия. В Русия Националната федерация на производителите на фонографи му присъжда „златен сертификат“ през същата година за продажба на повече от 10 000 копия. В Съединените американски щати той се продава в 4541 копия, но има малко излъчване и не влиза в нито една от музикалните класации. Успоредно с това същата година групата издава и два ексклузивни сингъла. На 5 юли излиза „мощната баладата“ Miracle, написана от Клаус Майне, Матиас Ябс и Томас Норе, продуцирана и смесена от Матиас Ябс. Междувременно на 20 септември те записват You Are the Champion, аранжирана версия на We Are the Champions на „Куийн“, посветена на пилота от Формула 1 Михаел Шумахер.
На 17 април 2004 г. в Хановер музикантите започват световното турне Unbreakable Tour, считано за едно от най-успешните от години, тъй като им позволява да свирят за първи път в няколко страни и да се върнат в други, където не са свирили на живо. През април 2005 г., след завършване на поредица от концерти в Обединеното кралство като специален гост на „Джудас Прийст“, Рудолф Шенкер разкрива, че групата започва работа по видео албум на живо, озаглавен One Night in Vienna и че също така планират да започнат работа върху нов студиен албум в края на 2005 г. В интервю през май 2006 г. Рудолф Шенкер потвърждава, че групата работи върху нов албум, който вероятно ще бъде издаден в края на 2006 г. или началото на 2007 г. Описвайки предстоящия албум той споделя: „Засега мога само ще ви кажа, че ще продължим там, където спряхме с Unbreakable. Ще има превъзходни „мощни балади“ и хардрок песни, които да се пускат по комерсиалните радиостанции. Предполагам, че можете да кажете, че новият албум на „Скорпиънс“ ще звучи свежо и разтърсващо. Това ще бъде страхотен албум, а не албум с една или две страхотни песни.“ Първоначално групата прави опит да работи с бившия си продуцент Дитер Диркс, но проектът не се реализира поради разногласия по договора. След това, „Скорпиънс“ възнамеряват да продуцират албума сами в „Скорпио Саунд Студио“, собственост на Рудолф Шенкер, но се страхуват, че усилията им може да не са достатъчно добри. Рудолф Шенкер казва: „Знаехме, че искаме да направим специален запис. Искахме да сме сигурни, че този албум ще бъде шедьовър. Когато правим албум в наши дни, той трябва да е нещо специално. Ако го направим само за да направим феновете са щастливи – това е едно нещо – но ти също трябва да направиш себе си щастлив.“
След срещи, проведени в Германия, където не остават доволни от идеите, предложени от няколко продуценти, включително Рой Томас Бейкър, през февруари 2006 г., Клаус Майне и Рудолф Шенкер пътуват до Лос Анджелис, за да интервюират други заинтересовани страни, включително Дезмънд Чайлд. Когато анализира дискографията на „Скорпиънс“ Дезмънд Чайлд предлага да направят концептуален албум. Рудолф Шенкер си спомня, че американецът подготвя всичко за тях: „Той вече ни беше написал някои добри идеи защо да направим албум, как да го направя и, най-важното, как да подходя към композицията.“ Така двамата харесват идеята, но тъй като Рудолф Шенкер смята Дезмънд Чайлд за твърде „поп музикант“, желанието на германците е да не звучат като „хитова група“. Единствената пречка е, че и двете страни имат вече ангажименти. Дезмънд Чайлд продуцира албум на „Мийт Лоуф“, докато „Скорпиънс“ все още имат десетки концерти от турнето Unbreakable Tour. Затова те се споразумяват да се съберат през октомври 2006 г., за да започнат предпродукция.

## Записване
Тъй като Дезмънд Чайлд иска да има широка визия за процеса, той поема отговорността за вокалите и общата концепция и предлага Джеймс Майкъл да продуцира китарите, баса и барабаните, което според Рудолф Шенкер помага да се избегнат звуковите ексцесии. Дезмънд Чайлд и Клаус Майне се посвещават изцяло на гласовете си, американецът им препоръча да наемат учител по пеене, който им помага преди да започнат, с цел по-голяма гласова гъвкавост. Въпреки че първоначално германецът се колебае, той намира това за добра идея, защото не иска да премине през сериозното премеждие, което преживява по време на записите на Blackout през 1981 г., когато загубва гласа си. Ерик Ветра, учителят, отговарящ за вокалната загрявка, работи с Клаус Майне един час преди да запише вокалите. Освен това Дезмънд Чайлд, Джеймс Майкъл, американският вокалист Джейсън Пейдж и шведката Жанет Олсън участват с гласовете си в припевите, докато Анджела Уитакър и Роман Шоу Чайлд осигуряват гласовете зад кадър. По същото време, но в друго студио, Джеймс Майкъл и останалите музиканти работят в ритъм секцията. С идеята да се адаптират към гласа, в определени части китарите са разстроени в различни тоновете. Рудолф Шенкер и Матиас Ябс използват китари на марката „Доменгет“, въпреки че последният използва и обичайните си инструменти на „Гибсън“, „Фендър“ и „Мастъркастър“.
През октомври 2006 г. членовете на групата заминават за Лос Анджелис, за да започнат да записват новия материал и през следващия месец и половина работят върху основните песни за албума. Решението да се направи албума в този град се дължи на факта, че Дезмънд Чайлд и неговият екип живеят там, което го прави вторият албум, след Crazy World (1990), записан в този град от групата.  Джеймс Майкъл със звуковите инженери Жул Гондар, Мат Грубер и Стив Чърчярд, са отговорни за записите на лентите, основните части от които са направени за един месец в студия в района на Лос Анджелис. След като процесът на записване приключва, групата веднага започва промоционалното турне. Албумът в този период все още не е смесен и музикантите трябва да си сътрудничат с Дезмънд Чайлд по интернет в този процес. За да направят това, те трябва да свалят целия албум, да получат подходяща система от високоговорители и по-късно да изпратят коментари на Дезмънд Чайлд чрез интернет. Този етап от продукцията е извършен от Грег Колинс, докато обработката е извършена от Стивън Маркусен в Лос Анджелис. Месеци по-късно Рудолф Шенкер заявява, че кани брат си Майкъл Шенкер и Улрих Джон Рот да участват в новия албум, но нито един от тях не може да участва поради „конфликти в графика“.

## Композиране и концепция
Humanity Hour I представлява албум, в който всяка една песен е свързана със следващата, обединени под глобалната тема за човечността и проблемите между човека и робота. Концепцията е основана на оригиналната тема на Дезмънд Чайлд и Лиам Карл, които представят евентуална гражданска война в свят, в който хората и роботите живеят заедно. Humanity Hour I е добре обмислен концептуален албум, който предсказва за свят, разкъсван от граждански войни между хора и роботи. Този апокалиптичен кошмар служи като предупредителен изстрел за цялото човечество, чиято единствена надежда за оцеляване е да си възвърне човечността. Темите, изследвани в албума, варират от постапокалиптичната реакция на хората в Hour I, тъмната страна на живота в The Cross, надеждата и любовта в The Future Never Dies и Love Will Keep Us Alive и самопричиненото унищожение в Humanity, наред с други. Клаус Майне коментира, че „това е концептуално в смисъл, че „Humanity“ е като всеобхватна тема, която преследва и се повтаря във всички песни, но не е концептуално в смисъл, че всяка песен е свързана една с друга, сякаш това е история.“ В този смисъл Матиас Ябс посочва, че песните се въртят около концепцията за човечеството, но за него това не е концептуален албум като The Wall на „Пинк Флойд“ или Tommy на „Ху“.
Музикантите искат да разполагат с нови, свежи идеи и звуково да има връзка между модерното и класическото звучене, поради тази причина групата работи с външни композитори като Дезмънд Чайлд, както и с други, които вече си сътрудничат със „Скорпиънс“ в други продукции. Критикът Мартин Попоф подчертава, че в проекта участва и Ерик Базилиан, които заедно с Дезмънд Чайлд и групата работи върху текстовете в Unbreakable (2004), докато Клаус Майне, Рудолф Шенкер и Матиас Ябс са фокусирани главно върху музиката. Германците пристига там с вече написани 30 песни и скоро след това започва втори процес на композиране. В края на втория процес, те имат около 20 песни, но много от тях са с „твърде мрачен“ тон от лирическа гледна точка, така решават да елиминират много от „по-мрачните“ песни от албума и да добавят повече оптимистични такива. Сред тях са The Game of Life и You're Lovin' Me to Death. За да могат тези песни да отговарят на концепцията на албума, екипите по писане трябва да пренапишат текстовете им. Една от тези песни е написана съвместно от Клаус Майне с Микаел Норд и Мартин Хансен. Дезмънд Чайлд я хареса, но не и текста ѝ, така той и Клаус Майне пренаписват лиричната част на песента The Game of Life. През първите няколко седмици групата и екипът работят върху песните в зала за репетиции по осем часа на ден.
Първата песен, Hour I, започва с гласа зад кадър на певицата Анджела Уитакър, приветстваща с фразата „Добре дошли в човечеството, това е час I“. Музиката е композирана от Рудолф Шенкер в сътрудничество с Джон Файф, известен с работата си с Мерилин Менсън и Роб Зомби, а текстът е дело на продуцентите Дезмънд Чайлд и Джеймс Майкъл. Текстът на песента загатват за първия час от оцеляването на човечеството след евентуалния му край, в допълнение към разказването на факта, че то е виновникът за унищожаването на познатия свят. Това е една от „най-тежките“ песни в албума, благодарение на бързото си интро и агресивните вокали на Клаус Майне. The Game of Life, е композирана с помощта на Микаел Норд и Мартин Хансен, бъдещите продуценти на следващия албум на „Скорпиънс“ Sting in the Tail (2010). Темата на песента е за безусловната подкрепа на приятелите, която, макар сурова и честна, е другарството и приятелството, което помага на човечеството да се развива напред. Дезмънд Чайлд обаче не харесва текста и заедно с Клаус Майне го пренаписват. Мартин Попоф нарича песента „любопитен мълчалив поп рок“. We Were Born to Fly е композирана от Матиас Ябс, Ерик Базилиан и Марти Фредериксен, като последният вече е работи с групата за Eye II Eye (1999). В своя анализ Мартин Попоф коментира, че тя смесва идеите на първите две песни и има „запомняща се и приятна европейска мелодия“.
The Future Never Die е „мощна балада“, написана от Клаус Майне, Дезмънд Чайлд, Ерик Базилиан, Джейсън Пейдж и Ръс Ъруин. Тя започва с пиано, свирено от Ръс Ъруин. С „дълга, провлачена мелодия“, Мартин Попоф коментира, че изглежда като „голяма, абсурдна детска балада“, с „композиционни добавки от „Куийн“ и Даян Уорън, които се освобождават, когато припевът удари“. You're Lovin Me to Death дело на Рудолф Шенкер, Дезмънд Чайлд, Андреас Карлсон и Ерик Базилиан, е „приемлив гръндж“, измъчван от „двойствеността в китарите на Ябс и Шенкер“. 321, от друга страна, е тежък хевиметъл, според Том Юрек. Следващите четири песни са по-бавни и се придържат към „мощните балади“. Love Will Keep Us Alive и Love is War са предимно акустични. За първата Клаус Майне коментира, че текстът ѝ е за това „че никога не трябва да се отказваме (...) трябва да вярваме в промяната в този свят и че има място за мир на планетата“, докато във втората има елементи на блус. Мартин Попоф отбелязва, че както в We Will Rise Again, така и в Your Last Song има алтернативни звуци; първата е наполовина балада и наполовина хардрок, а другаяа включва „странен бърз ритъм“. И в двата случая намесата на алтернативата означава, че в някои части от тях има включване на „сенки“ на групи като „Поркюпайн Трий“.
The Cross съдържа аспекти на алтернативния рок и грънджа от 90-те години на 20-и век, а текстът се занимават със сексуално насилие над деца, извършено от членове на католическата църква. За песента „Скорпиънс“ канят Били Корган от „Смашинг Пъмпкинс“ да запише задните вокали, чието участие „се дължи на съвпадение“, според Клаус Майне. Рудолф Шенкер казва, че когато разбира, че Били Корган е почитател на групата, се опитва да се свърже с него за да участва в проекта Moment of Glory през 2000 г., но му е даден грешен номер. Въпреки това, когато започва продуцирането на Humanity Hour I, китаристът най-накрая го намира и му предлага да участва в тази песен. Албумът завършва с Humanity, „депресираща песен“, която започва като класическа балада, написана от Клаус Майне, а след това „финият военен марш“ на барабаните я насочва към прогресивна мелодия. Наред с други определения, текстът ѝ включва теми за самоунищожение, егоизъм и консуматорство. Рудолф Шенкер сравнява лирично и музикално Humanity с Wind of Change от 1990 г., тъй като доставя силно послание, че „ако не променим живота си, можем да се окажем в ужасна ситуация“, в този смисъл това е „събуждане обадете се“.
Композирането на музиката към песните е направена за вокалните диапазони на Клаус Майне, китаристът Матиас Ябс обяснява: „Понякога китарният риф не само само звучи различно, но и се свири различно. Няма смисъл да записвате нещо, ако певецът е стресиран да го изпее правилно.“

## Обложка
Художникът Лиъм Карл създава визуалната концепция за албума и отговаря за обложката, дизайна и фотографията. Обложката включва женски хуманоиден киборг с оригиналното лого на „Скорпиънс“, изписано на задната част на шията му, който гледа към пост-апокалиптична обстановка. Клаус Майне определя изображението като „дехуманизиран андроид, който обръща гръб (...) на човечеството“. Заглавието на албума и обложката са представени за първи път чрез официалния френски фен клуб на групата „Крейзискорпс“, през февруари 2007 г. Въпреки това, близо два месеца след като фен клубът показва обложката в своя уебсайт, в официалния сайт на „Скорпиънс“ излиза съобщение за незаконен „теч“ на материали от албума и за публикуването на обложката без разрешението на групата.
Шрифтът използван за изписване на името на групата върху обложката, е много подобен на този, който е използван при издаването на първите им два албума Lonesome Crow (1972) и Fly to the Rainbow (1974). Така за трети път в кариерата на групата (и за първи от 33 години), не е използван вече познатият и утвърден шрифт, представен първоначално през 1975 г. в албума In Trance. Въпреки това, познатият шрифт може да се види с дребни букви изписан на задната част на шията на женския хуманоиден робот, показан върху обложката.

## Издаване
Humanity Hour I е пуснат на пазара в различни формати и на различни дати. Той официално е издаден на 15 май 2007 г. за европейския пазар, само във версия на компактдиск чрез „Сони Мюзик Ентъртейнмънт“. В Германия той е издаден и във формат на двоен винилов албум, който включва допълнителните песни Cold и редактираната и неоркестрирана версия на Humanity. Cold, е песен написан от Матиас Ябс, Дезмънд Чайлд, Ерик Базилиан и Марти Фредериксен и е с „напълно рок в рамките на суровия и директен дух на албума като цяло“, чиито текстове критикуват американската международна политика.
На 28 май „Сони Мюзик“ за европейския пазар и „Ар Си Ей Рекърдс“ за японския пазар, публикуват ограничено издание с дигитален пакет, който включва DVD с кадри от записването на албума, интервюта и фотогалерия. В Япония „Би Ем Джи“ публикуват албума на 20 юни 2007 г. с две допълнителни песни Cold и радиоверсията на Love Will Keep Us Alive. Издаването на Humanity Hour I за Северна Америка се забавя и произлиза от това, че „Скорпиънс“ сменят американския разпространител, както и поради опасенията на Дезмънд Чайлд за евентуално незаконно разпространение на песни от него в интернет. Рудолф Шенкер не е съгласен с това, като казва: „Никога не е добре да се разделя изданието по този начин, защото силата и инерцията за въздействие върху всеки пазар се губят.“ На 28 август 2007 г. „Ню Доор Рекърдс“ и „Юнивърсъл Мюзик Ентърпрайсис“ издават Humanity Hour I за американския и канадския пазар само в формат на компактдиск, където е включена песента Cold.

## Представяне

### Албум
След като излиза на пазара албумът заема предимно средни позиции на основните световни пазари. В Германия той дебютира на 8 юни 2007 г. като №9 и остава в класацията 8 последователни седмици, като последната му позиция е №89 от 27 юли 2007 г. В Гърция той дебютира като №1 и се задържа две седмици на тази позиция, което го прави вторият пореден албум на германците с първо място в тази страна, след Unbreakable от 2004 г. Във Великобритания албумът влиза само в една от основните класации, в седмицата от 9 юни 2007 г. той достиха №20 в „Рок енд Метъл Албумс Чарт“. На 19 май албумът дебютира във Франция като №16 и се задръжа в местната класация 13 седмици. В Русия албумът дебютира като №5 и малко по-късно Националната федерация на производителите на звукозаписи в Русия издава „платинен статус“ на албума за продадени 20 000 бройки. В другите европейски страни, Humanity Hour I достига №7 в Малта, №27 в Швейцария, №29 във Финладния, №36 в Швеция, №41 в Австрия, №44 в Италия, №47 в Чехия, №59 в Испания, №79 в Белгия район Валония и №91 в Нидерландия.
Ситуацията в англосаксонска Северна Америка е подобна на тази в Европа, албумът влиза в няколко класации на списание „Билборд“ в Съединените американски щати. Първо Humanity Hour I дебютира в „Билборд 200“ като №63 за седмицата от 15 септември 2007 г., но остава само две седмици в класацията. Въпреки че Рудолф Шенкер признава, че забавеното му издаване в Северна Америка означава, че няма да има същото въздействие като на европейските пазари, Humanity Hour I става първият студиен албум на групата след Pure Instinct (1996), който влиза в основната класация на списание „Билборд“. В средата на септември, заема последователно следните позиции в останалите класации разработвани от „Билборд“: №7 в „Топ Хардрок Албумс“, №17 в „Топ Рок Албумс“ и „Топ Рок енд Ълтърнатив Албумс“ и №63 в „Топ Албум Сейлс“ и „Топ Кърънт Албум Сейлс“. Според „Нилсен Саундскан“ през първата седмица от пускането му в Съединените американски щати Humanity Hour I е продаден в 10 500 копия. Изданието влиза също така в националните класации на Канада като №47, Мексико като №97, Аржентина като №8 и Япония като №54. През 2007 г. албумът е продаден в повече от 300 000 копия по целия свят.

### Сингли
Въпреки че в официалния сайт на групата в раздел дискография няма сингли от албума, за популяризирането му през 2007 г. са издадени последователно три сингъла на компактдискове. Първоначално „Сони Мюзик Ентъртейнмънт“ издават Humanity като промоционален сингъл за радиостанциите на територията на Европа, включващ оркестрална и неоркестрална версия на песента. „Ню Доор Рекърдс“ пускат сингъла промоционално и за Съединените американски щати, единствено в радиовариант. По този начин на 25 август 2007 г. песента дебютира в класацията „Херитейдж Рок“, разработвана от списание „Билборд“ и достига най-висока позиция №15, като остава в класацията 20 седмици. По същото време „Ем Ти Ви“ издава видеоклип на песента. Love Will Keep Us Alive е единственият официален сингъл от албума и достъпен свободно за продажба, издаден в Германия, като песента е съкратена с почти минута. На територията за Съединентите американски щати последният сингъл за годината е The Future Never Dies, достъпен отново само за радиостанциите. The Game Of Life е издаден година по-късно, отново във формата на промоцинален сингъл в Германия.

### Концертно турне
Концертното турне Humanity Tour започва на 2 март 2007 г. в Московския кремъл в Москва, Русия и до началото на месец август минава през страни от Европа с изключение на първия си концерт в Казахстан на 13 април. Този етап подчертава и първото им посещение в Словакия и Фарьорските острови и концертите с Улрих Джон Рот като специален гост. На 19 август 2007 г. те започват първата си част от Латинска Америка с концерти в Бразилия и Мексико, след което между 25 август и 29 септември свирят в Канада и в Съединените американски щати. Турнето продължава с концерти в Южна Корея и Япония. На 10 ноември те започват последната си част от годината в Европа, датите през 2007 г. приключват с три концерта в Индия.
Humanity Tour продължава от началото на март 2008 г. с нова европейска обиколка, включваща и концерти в различни руски градове, така както на Tour 2002. След участието им на „Дубай Фестивал Сити“ в Обединените арабски емирства, те изнасят още концерти в Европа и в Съединените американски щати, между края на май и средата на август. След нови концерти в Германия и Турция, от 30 август до края на септември „Скорпиънс“ правят нови участия в Бразилия, Мексико и Тринидад и Тобаго. Това посещение в Латинска Америка е направено в рамките на електро-акустично турне, което в Бразилия включва китариста Андреас Кисер от „Сепултура“ и някои бразилски гост музиканти. Изпълненият концерт на на 7 септември 2008 г. в Ресифе, Бразилия е записан на живо и издаден на DVD Amazonia – Live In The Jungle, в подкрепа на „Грийнпийс“ във връзка с обезлесяването в Амазонка. Видеото е издадено на 25 ноември 2009 г. и приходите от продажбите му в Бразилия и Мексико отиват при екологичната организация. Годината завършва с концерти в Европа, като на някои от тях бившите им колеги Майкъл Шенкер, Руди Ленърс и Херман Раребел също вземат участие.
На 3 април 2009 г. в Монбелиард, Франция започват последните си изяви в Европа. На концертите си в Унгария и Словакия, проведени на 21 и 23 април, те канят унгарската група „Омега“ да изпълни White Dove и Big City Nights. От 15 до 28 юни същия месец те водят фестивала „Монстърс ъф Рок“ в 8 града в Русия, където споделят сцената с Алис Купър, „Кингдъм Кам“ и „Расмус“. След участието си на рок фестивала в Каварна в България, те свирят и в Гърция, на който концерт в Атина участват Улрих Джон Рот и Михаел Шенкер. След това изнасят още 13 концерта в 7 европейски страни, преди да завършат турнето на 6 декември 2009 г. в полския град Забже.

## Коментари на критиците
Humanity Hour I получава много добри отзиви от музикалните критици. Дан Марсикано от сайта „411мания“ пише, че „албумът наистина показва групата в пламъци и толкова мощна, колкото е била преди 35 години“. Том Юрек от „Олмюзик“ пише: „При първото си влизане в студио от три години на пръв поглед германците от „Скорпиънс“ поддържат перфектния баланс между ню метъл китарния крънч и хевиметъл мелодиите от 80-те. Humanity Hour I е достойно, ако не и напълно успешно музикално продължение на Unbreakable от 2004 г. - запис, с който групата се връща към силните си страни след дълъг период на лутане в творческата пустиня.“ Накрая той заключава, че албумът показва, че радиостанциите в америка се нуждаят повече от „Скорпиънс“, отколкото „Скорпиънс“ имат нужда от тях в този момент. Дон Кей от „Блебърмаут“ казва, че много лесно е да се каже, че Humanity Hour 1 е може би най-добрият албум на „Скорпиънс“ след Crazy World от 1990 г.“ и че „„Скорпиънс“ възстановиха жилото си“. В обширен анализ, Дан Скиба за „Метъл Експрес Радио“ пише, че това може би е лирично най-добрият албум на групата, като се има предвид основателната критика през последните 35 години върху техния „прост английски“. За текстовете той казва, че са „интелигентни и добре сглобени, а немският вокален оттенък на Майне по същество е изчезнал“ и допълнително хвали вокалните изяви на Клаус Майне. В края на коментара си той заключва, че Humanity Hour 1, e „...концептуален албум над средното ниво, който трябва да бъде разгледан поне от всички фенове на „Скорпиънс“ от миналото, както и от днешните фенове на мелодичния хардрок/метъл.“
От „Метъл Сторм“ коментират как Humanity Hour 1 „има различен звук, който го отличава от останалите. Хардрок да, но с малко по-различно радио настроение, което може да не се хареса на заклетите фенове“. За „Метъл Темпъл“, Григорис Хронис подчертава страхотното състояние на гласа на Клаус Майне, както и приноса на Матиас Ябс в написването на някои от песните, но критикува това, че Рудолф Шенкер участва в композирането само на четири песни от албума. Той обръща внимание на продукцията, като я нарича „страхотна“ и допълва „страхотна китарна работа (може би не твърде много сола, но добре изсвирени), страхотни мелодии, които след като ги слушате, се забиват в главата ви и трудно изчезват, и не на последно място: гласът“. В своя рецензия, изданието „Рокрепорт“ добавя „това е първият албум, който свързва старите и новите „Скорпиънс“ по начина, по който трябваше да бъде направено, благодарение на Дезмънд Чайлд, който показа на групата правилната посока“. Интернет сайтът „Спутникмюзик“ кометира „в Humanity Hour 1 можем да намерим всички елементи, които направиха „Скорпиънс“ известни“ и накрая заключва: „това е приличен албум, който не изисква нищо да се добавя или премахва“.
Едуардо Ривадавия, в своя списък с албуми на групата, подредени от най-лошия до най-добрия за „Ултимейт Класик Рок“, поставя Humanity Hour I на 12-то място. В рецензията си той отбеляза, че „След завръщането към формата от 2004 г. с Unbreakable, „Скорпиънс“ знаеха, че не трябва да рискуват още едно експериментално отклонение като Eye II Eye от 1999 г.“, но критикува концептуалната тема на албума, като според него именно това разубеждава някои от феновете на групата. В подобна рецензия, Малкълм Доум от „Класик Рок“ го поставя на №19 и го оценява като несполучлив опит, в който да докажат своята уместност. Албумът получава и още негативни критики. Бен Маквикър от „Дейли Ваулт“ го оценява с C− и заявява, че „звучи повече като албум, написан от двама архитекти на съвременните „Аеросмит“, като „Скорпиънс“ изпълняват музиката“. Андрю Блеки от „Попмeтърс“ също дава ниска оценка, като според него „ако Humanity е незабележим албум сам по себе си, пълен с откровено смехотворен социален наклон, групата звучи по-уверено, придържайки се към техния хардрок, отколкото където и да е другаде“.

## Списък с песните
Основно издание
1. Hour I (Рудолф Шенкер, Джеймс Майкъл, Дезмънд Чайлд и Джон 5) – 03:26
2. The Game Of Life (Клаус Майне, Дезмънд Чайлд, Микаел Норд и Мартин Хансен) – 04:04
3. We Were Born To Fly (Матиас Ябс, Ерик Базилиан и Марти Фредериксен) – 03:59
4. The Future Never Dies (Клаус Майне, Дезмънд Чайлд, Ерик Базилиан, Джейсън Пейдж и Ръс Ъруин) – 04:03
5. You're Lovin' Me To Death (Рудолф Шенкер, Дезмънд Чайлд, Андреас Карлсон и Ерик Базилиан) – 03:15
6. 321 (Рудолф Шенкер, Дезмънд Чайлд, Марти Фредериксен и Джейсън Пейдж) – 03:53
7. Love Will Keep Us Alive (Клаус Майне, Дезмънд Чайлд, Ерик Базилиан и Марти Фредериксен) – 04:32
8. We Will Rise Again (Матиас Ябс, Джеймс Майкъл, Джейсън Пейдж и Дезмънд Чайлд) – 03:49
9. Your Last Song (Рудолф Шенкер, Дезмънд Чайлд и Ерик Базилиан) – 03:44
10. Love Is War (Матиас Ябс, Джеймс Майкъл, Дезмънд Чайлд и Марти Фредериксен) – 04:20
11. The Cross (Матиас Ябс, Джеймс Майкъл, Марти Фредериксен и Дезмънд Чайлд) – 04:28
12. Humanity (Клаус Майне, Дезмънд Чайлд, Ерик Базилиан и Марти Фредериксен) – 05:26

Бонус в песни в лимитираното и японското издание
1. Cold (Матиас Ябс, Дезмънд Чайлд, Ерик Базилиан и Марти Фредериксен) – 03:52
2. Love Will Keep Us Alive (Радио версия) – 04:32
3. Humanity (Радио версия) – 04:06

## Състав
| Музиканти - Клаус Майне – вокали - Рудолф Шенкер – ритъм китара, задни вокали - Матиас Ябс – водеща китара, задни вокали - Джеймс Котак – барабани, задни вокали - Павел Мончивода – бас, задни вокали Гост музиканти - Били Корган – вокали на The Cross - Джон 5 – ритъм китара на Hour I - Ерик Базилян – ритъм китара на Love Will Keep Us Alive - Ръс Ъруин – пиано на The Future Never Dies - Хари Съмърдал – програмиране на Love Will Keep Us Alive - Джейсън Пейдж – допълнителни задни вокали - Джанет Олсън – допълнителни задни вокали - Джеймс Майкъл – допълнителни задни вокали - Дезмънд Чайлд – допълнителни задни вокали Източник на информацията: Обложката на Humanity Hour I. | Продукция - Дезмънд Чайлд и Джеймс Майкъл - продукция - Дейвид Кембъл - аранжимент, диригент - Дезмънд Чайлд и Лиам Карл - арт режисура - Дезмънд Чайлд и Лиам Карл - концепция - Дино Херман и Джон Вела - инженери - Грег Колинс и Джеймс Майкъл - смесване - Брайън Колман - мениджър производство - Стивън Маркусен - обработка - Питър Киркман - китарен техник - Анджела Уитакър и Роман Шоу Чайлд - гласове зад кадър - Ерик Ветро - вокален треньор - „Сасенбах Адвърсинг“ - дизайн - Лиам Карл - фотография - Оу Ес Бат - модел на обложката - Ели Мей Ейткен - дизайнер на костюми, стилист и гардероб - Джеръм Тери и Бернадет Бове - прически и грим |

## Позиция в класациите
| Класация                                     | Най-висока позиция | Източник |
| 2007 г.                                      | 2007 г.            | 2007 г.  |
| -------------------------------------------- | ------------------ | -------- |
| Австрия                                      | 41                 | [ 52 ]   |
| Аржентина                                    | 8                  | [ 47 ]   |
| Белгия (Валония)                             | 79                 | [ 56 ]   |
| Великобритания („Рок енд Метъл Албумс Чарт“) | 20                 | [ 45 ]   |
| Германия                                     | 9                  | [ 43 ]   |
| Гърция                                       | 1                  | [ 44 ]   |
| Италия                                       | 44                 | [ 53 ]   |
| Испания                                      | 59                 | [ 55 ]   |
| Канада                                       | 47                 | [ 48 ]   |
| Малта                                        | 7                  | [ 48 ]   |
| Мексико                                      | 97                 | [ 47 ]   |
| Нидерландия                                  | 91                 | [ 57 ]   |
| Русия                                        | 5                  | [ 47 ]   |
| САЩ („Билборд 200“)                          | 63                 | [ 58 ]   |
| САЩ („Топ Албум Сейлс“)                      | 63                 | [ 58 ]   |
| САЩ („Топ Кърънт Албум Сейлс“)               | 63                 | [ 58 ]   |
| САЩ („Топ Рок Албумс“)                       | 17                 | [ 58 ]   |
| САЩ („Топ Рок енд Ълтърнатив Албумс“)        | 17                 | [ 58 ]   |
| САЩ („Топ Хардрок Албум“)                    | 7                  | [ 58 ]   |
| Финландия                                    | 29                 | [ 50 ]   |
| Франция                                      | 16                 | [ 46 ]   |
| Чехия                                        | 47                 | [ 54 ]   |
| Швеция                                       | 36                 | [ 51 ]   |
| Швейцария                                    | 27                 | [ 49 ]   |
| Япония                                       | 54                 | [ 60 ]   |
| 2023 г.                                      |                    |          |
| Испания                                      | 50                 | [ 86 ]   |

| Сингъл   | Класация              | Най-висока позиция | Източник |
| 2007 г.  | 2007 г.               | 2007 г.            | 2007 г.  |
| -------- | --------------------- | ------------------ | -------- |
| Humanity | САЩ („Херитейдж Рок“) | 15                 | [ 64 ]   |

## Сертификати
| Държава | Сертифициращ орган                                     | Сертификат | Сертифицирани продажби | Източник |
| ------- | ------------------------------------------------------ | ---------- | ---------------------- | -------- |
| Русия   | Национална федерация на производителите на звукозаписи | Платинен   | 20 000                 | [ 6 ]    |

## Цитати
1. ↑  Rivadavia, Eduardo. Scorpions Albums Ranked Worst to Best //   ultimateclassicrock.com, 2015-09-18. Посетен на 2024-01-22. (на английски)
2. ↑  Popoff 2016, с. 199 и 201.
3. 1 2  GREECE //  Global.   Billboard, 2004-06-12. p. 53. Посетен на 2024-01-23. (на английски)
4. ↑  UNBREAKABLE //  SCORPIONS Discography.   rockdetector.com.  Архивиран от оригинала на 2007-12-30. Посетен на 2024-04-26. (на английски)
5. ↑  Scorpions Unbreakable Album //   offiziellecharts.de. Посетен на 2024-04-26. (на немски)
6. 1 2 3  International 2007 //  «ЗОЛОТО» И „ПЛАТИНА“.   2m-online.ru.  Архивиран от оригинала на 2009-01-22. Посетен на 2023-12-13. (на руски)
7. ↑  SOUNDSCAN Report: MINISTRY, SCORPIONS, MOTÖRHEAD, HOLLYWOOD ROSE //  News.   blabbermouth.net, 2003-06-30. Посетен на 2024-04-26. (на английски)
8. ↑  Scorpions //  Artists.   thevogue.com. Посетен на 2024-04-26. (на английски)[неработеща препратка]
9. ↑  Miracle //  DISCOGRAPHY.   the-scorpions.com. Посетен на 2024-04-26. (на английски)
10. ↑  You Are The Champion //  DISCOGRAPHY.   the-scorpions.com. Посетен на 2024-04-26. (на английски)
11. 1 2  Unbreakable Tour //  Live.   the-scorpions.com. Посетен на 2024-01-22. (на английски)
12. ↑  Popoff 2016, с. 204.
13. ↑  SCORPIONS Complete New DVD, Plan New Studio CD //  News.   blabbermouth.net, 2005-04-11. Посетен на 2024-01-22. (на английски)
14. ↑  The Malay Mail. SCORPIONS Guitarist: New Album 'Will Have Superb Power Ballads And Hard-Rocking Songs' //  News.   blabbermouth.net, 2006-03-10. Посетен на 2024-01-22. (на английски)
15. 1 2 3 4 5 6 7 8 9 10  Capps, Jesse. Rudolf Schenker Interview //  Interviews.   rockconfidential.com, 2007-08-28.  Архивиран от оригинала на 2007-10-12. Посетен на 2024-01-22. (на английски)
16. 1 2  Exclusive Interview: Scorpions – Matthias Jabs //   baconmusic.co.uk, 2007-05-25.  Архивиран от оригинала на 2011-04-13. Посетен на 2024-01-22. (на английски)
17. 1 2 3 4 5 6 7  Matera, Joe. The Scorpions: 'Playing Live Is The Best Feeling Of Being A Musician' //  Interviews.   ultimate-guitar.com, 2007-09-01. Посетен на 2020-02-26. (на английски)
18. ↑  Popoff 2016, с. 205.
19. 1 2 3 4  Popoff 2016, с. 206.
20. 1 2  Syrjälä, Marko. KLAUS MEINE Interview //   metal-rules.com, 2007-07-11.  Архивиран от оригинала на 2016-03-04. Посетен на 2024-05-02. (на английски)
21. 1 2  Popoff 2016, с. 212.
22. 1 2 3 4 5  Информация от обложката на албума, издаден от „Сони Мюзик Ентъртеймънт“ и „Ар Си Ей Рекърдс“ през 2007 г. с каталожен номер 88697 08798 2.
23. ↑  SCORPIONS To Begin Recording New Album Next Week //  News.   blabbermouth.net, 2006-10-04. Посетен на 2024-01-22. (на английски)
24. 1 2  SCORPIONS Recording Basic Tracks For New Album //  News.   blabbermouth.net, 2006-11-10. Посетен на 2024-01-22. (на английски)
25. ↑  SCORPIONS: New CD To Feature Guest Appearance By BILLY CORGAN //   blabbermouth.net, 2007-05-13. Посетен на 2024-04-30. (на английски)
26. ↑  Carras, Mark. SCORPIONS Frontman Discusses Label Switch //  NEWS.   blabbermouth.net, 2007-08-21. Посетен на 2020-02-26. (на английски)
27. ↑  Scorpions – Humanity - Hour I //  Scorpions.   discogs.com. Посетен на 2024-01-22. (на английски)
28. 1 2 3  Daniel Castell, Cristián Pavez. Scorpions: La juventud eterna de los dinosaurios del rock //   rockaxis.com, 2007-05-25. Посетен на 2024-05-02. (на испански)
29. 1 2 3 4 5 6 7 8 9 10 11  Popoff 2016, с. 208.
30. ↑  SCORPIONS Guitarist: 'We Wanted To Make An Outstanding Rock Album' //  News.   blabbermouth.net, 2007-07-02. Посетен на 2024-01-22. (на английски)
31. ↑  Scorpions: Humanity: Hour I //   musicalphabet.com, 2023-05-13. Посетен на 2024-01-22. (на английски)
32. 1 2  Humanity Hour I //  Discography.   the-scorpions.com.  Архивиран от оригинала на 2012-10-31. Посетен на 2024-01-22. (на английски)
33. 1 2  Humanity - Hour I стр. 57, Metal Hammer edición junio 2007, Испания
34. 1 2 3 4 5  Jurek, Thom. Humanity: Hour 1 Review by Thom Jurek //  Humanity: Hour 1.   allmusic.com. Посетен на 2024-01-24. (на английски)
35. 1 2  Burnstein, Sergio. Scorpions no ha perdido el veneno //   La Opinión, 2007-09. pág. 13. Посетен на 2024-05-09. (на испански)
36. ↑  SCORPIONS: New Album Title, Cover Artwork Revealed //  News.   blabbermouth.net, 2007-02-13. Посетен на 2020-02-26. (на английски)
37. 1 2  SCORPIONS' Official French Fan Club Feuds With Band Over Artwork Unveiling //  News.   blabbermouth.net, 2007-04-06. Посетен на 2020-02-26. (на английски)
38. 1 2  Humanity: Hour I //  DISCOGRAPHY.   the-scorpions.com. Посетен на 2024-01-23. (на английски)
39. 1 2  Scorpions – Humanity - Hour I //  Scorpions.   discogs.com. Посетен на 2024-01-23. Sony BMG Music Entertainment – 82876 714191 (на английски)
40. 1 2  Scorpions – Humanity - Hour I //  Scorpions.   discogs.com. Посетен на 2024-01-23. RCA – 88697 08798 2, Sony BMG Music Entertainment – 88697 08798 2 (на английски)
41. ↑  Scorpions – Humanity • Hour I //  Scorpions.   discogs.com. Посетен на 2024-01-23. RCA – BVCP-21526, BMG – BVCP-21526 (на английски)
42. ↑  Scorpions – Humanity - Hour I //  Scorpions.   discogs.com. Посетен на 2024-01-23. New Door Records – B0009820-02 (на английски)
43. 1 2  SCORPIONS HUMANITY - HOUR I ALBUM //  CHARTZ.   offiziellecharts.de. Посетен на 2020-02-27. (на немски)
44. 1 2  Εβδομάδα 25/2007 //  Top 50 Ξένων Aλμπουμ.   ifpi.gr.  Архивиран от оригинала на 2007-06-05. Посетен на 2024-01-23.
45. 1 2  HUMANITY - HOUR 1 by SCORPIONS //  Official Rock & Metal Albums Chart.   officialcharts.com. Посетен на 2024-01-24. (на английски)
46. 1 2  SCORPIONS - HUMANITY - HOUR I (ALBUM) //   lescharts.com. Посетен на 2020-02-27. (на френски)
47. 1 2 3 4 5 6  SCORPIONS: 'Humanity - Hour 1' Reaches Position No. 16 On Japanese Chart //  News.   blabbermouth.net, 2007-07-14.  Архивиран от оригинала на 2014-12-18. Посетен на 2024-01-23. (на английски)
48. 1 2 3 4  SCORPIONS: 'Humanity - Hour 1' Enters Canadian Chart At No. 47 //  News.   blabbermouth.net, 2007-09-06.  Архивиран от оригинала на 2016-03-10. Посетен на 2024-01-23. (на английски)
49. 1 2  Scorpions – Humanity - Hour I //   hitparade.ch. Посетен на 2020-02-27.
50. 1 2  SCORPIONS - HUMANITY - HOUR I (ALBUM) //   finnishcharts.com. Посетен на 2020-02-27. (на английски)
51. 1 2  SCORPIONS - HUMANITY - HOUR I (ALBUM) //   swedishcharts.com. Посетен на 2020-02-27. (на английски)
52. 1 2  Scorpions - Humanity - Hour I //   austriancharts.at. Посетен на 2020-02-27. (на немски)
53. 1 2  SCORPIONS - HUMANITY - HOUR I (ALBUM) //   italiancharts.com. Посетен на 2020-02-27. (на английски)
54. 1 2  CZ - ALBUMS - TOP 100 //   ifpicr.cz. Посетен на 2024-01-23. На страницата с класацията изберете 23.Týden 2007 в полето до думите „CZ - ALBUMS - TOP 100“, за да извлечете правилната диаграма.
55. 1 2  SCORPIONS - HUMANITY - HOUR I (ALBUM) //   spanishcharts.com. Посетен на 2020-02-27. (на английски)
56. 1 2  Scorpions – Humanity - Hour I //   ultratop.be. Посетен на 2020-02-27. (на френски)
57. 1 2  Scorpions - Humanity - Hour I //   dutchcharts.nl. Посетен на 2020-02-27. (на нидерландски)
58. 1 2 3 4  Chart History Scorpions //   billboard.com. Посетен на 2024-01-23. (на английски)
59. ↑  ATREYU, SCORPIONS, HEAVEN AND HELL, QUEENSRŸCHE, OBITUARY First-Week Sales Revealed //  blabbermouth.net.   2007-09-05.  Архивиран от оригинала на 2015-11-06. Посетен на 2024-01-23. (на английски)
60. 1 2  蠍団の警鐘-ヒューマニティー:アワーI //   oricon.co.jp. Посетен на 2020-02-27.
61. ↑  World Wide Albums //   worldwidealbums.net. Посетен на 2024-01-23. (на английски)
62. ↑  Scorpions – Humanity //  Scorpions.   discogs.com. Посетен на 2024-01-23. Sony BMG Music Entertainment – 88697 11004 2 (на английски)
63. ↑  Scorpions – Humanity //  Scorpions.   discogs.com. Посетен на 2024-01-23. (на английски)
64. 1 2  Heritage Rock //  Scorpions Chart History.   billboard.com. Посетен на 2024-01-23. (на английски)
65. ↑  Scorpions - "Humanity" //   mtv.com, 2007-07-30.  Архивиран от оригинала на 2009-12-27. Посетен на 2024-05-14. (на английски)
66. ↑  Scorpions – Love Will Keep Us Alive //  Scorpions.   discogs.com. Посетен на 2024-01-23. (на английски)
67. ↑  Scorpions – The Future Never Dies //  Scorpions.   discogs.com. Посетен на 2024-01-23. (на английски)
68. ↑  Scorpions – The Game Of Life //  Scorpions.   discogs.com. Посетен на 2024-01-23. (на английски)
69. 1 2  Humanity Tour 2007 - 2009 //  Tourdates.   the-scorpions.com.  Архивиран от оригинала на 2009-03-31. Посетен на 2024-01-23. (на английски)
70. ↑  Amazonia: Live In The Jungle //  DISCOGRAPHY.   the-scorpions.com. Посетен на 2024-05-14. (на английски)
71. ↑  SCORPIONS Play Budapest; Setlist, Video Footage Available //  News.   bravewords.com, 2009-04-22. Посетен на 2024-01-23. (на английски)
72. ↑  Вълшебна вечер със Scorpions в Каварна //   pro-rock.net, 2009-07-03.  Архивиран от оригинала на 2013-12-17. Посетен на 2024-01-23.
73. ↑  Humanity Tour //  Live.   the-scorpions.com. Посетен на 2024-01-23. (на английски)
74. 1 2  Marsicano, Dan. Scorpions-Humanity Hour I Review //  Reviews.   411mania.com, 2007-08-30.  Архивиран от оригинала на 2016-03-03. Посетен на 2024-01-24. (на английски)
75. ↑  McVicker, Ben. Humanity - Hour 1 //  Scorpions.   dailyvault.com, 2007-07-23. Посетен на 2024-01-24. (на английски)
76. 1 2  SCORPIONS Humanity - Hour 1 //  Reviews.   blabbermouth.net. Посетен на 2024-01-24. (на английски)
77. ↑  GEGERS, Par. SCORPIONS - Humanity - Hour 1 (2007) //   fp.nightfall.fr, 2012-05-21. Посетен на 2024-01-24. (на френски)
78. 1 2  Scorpions - Humanity - Hour 1 review //   metalstorm.net. Посетен на 2024-01-24. (на английски)
79. 1 2  Chronis, Grigoris. Scorpions - Humanity Hour I (CD //  Reviews.   metal-temple.com, 2007-06-08.  Архивиран от оригинала на 2016-03-03. Посетен на 2024-01-24. (на английски)
80. 1 2  Blackie, Andrew. Scorpions: Humanity //   popmatters.com, 2007-09-25. Посетен на 2024-01-24. (на английски)
81. 1 2  SCORPIONS Humanity - Hour I //  Album Reviews.   rockreport.be.  Архивиран от оригинала на 2007-10-15. Посетен на 2024-01-24. (на английски)
82. 1 2  Scorpions Humanity: Hour I //  REVIEWS.   sputnikmusic.com, 2014-11-21. Посетен на 2024-01-24. (на английски)
83. 1 2  Skiba, Dan. SCORPIONS – Humanity: Hour I //  Album Reviews.   metalexpressradio.com, 2007-05-25. Посетен на 2024-01-24. (на английски)
84. ↑  Rivadavia, Eduardo. Scorpions Albums Ranked Worst to Best //   ultimateclassicrock.com, 2015-09-18. Посетен на 2024-01-30. (на английски)
85. ↑  Dome, Malcolm. Every Scorpions album ranked from worst to best //  Classic Rock.   loudersound.com, 2022-05-11. Посетен на 2024-01-31. (на английски)
86. ↑  2023 23 - (02/06 а 08/06) //  100 Vinilos weekly.   elportaldemusica.es. Посетен на 2024-05-14. (на испански)